# Mizérable
Pour l’article ayant un titre homophone, voir Miserable.
Albums de Gackt
Mars
(2000)
Mizérable est le premier album solo du compositeur, chanteur et multi-instrumentiste de J-rock japonais Gackt, sorti en mai 1999, c'est-à-dire quatre mois après que Gackt a quitté le groupe Malice Mizer.
Comme cela a été le cas pour tous ses albums ultérieurs, toutes les paroles de l'album ont été écrites et la musique composée et produite par Gackt lui-même. En incorporant musicalement du violon, du piano et des instruments de rock moderne, avec un son pop-art rock mélangé et des paroles émotionnelles et métaphoriques reconnaissables, l'album a suggéré la future expression musicale de Gackt.

## Liste des titres
1. Mizérable - 4:56
2. Story - 5:38
3. Leeca - 5:38
4. Lapis ~Prologue~ – 4:02